# Ciniod I
Ciniod, Cináed o Cinadhon, hijo de Uuredech (Irlandés antiguo: Cináed mac Feradaig; en inglés: Kenneth son of Feradach), fue rey de los pictos entre 763 y 775.
Se ha supuesto que el padre de Ciniod fue Feradach, hijo de Selbach mac Ferchair, rey de Dál Riata, capturado y encadenado por Óengus mac Fergusa en 736. Su reinado se omite en algunas versiones de las listas de reyes de la Crónica Picta, pero se menciona su muerte y es citado como rey de los pictos por los Anales de Úlster, los Anales Cambriae y la Crónica de Melrose. Gartnait, hijo de Feredach es mencionado como rey de los pictos algún tiempo antes, quizás en los años 720 y 730, en las versiones de las listas de reyes que omiten a Ciniod.
Durante su reinado, los Anales de Úlster informan de una batalla en Fortriu, contra los hombres de Dál Riata bajo el mando de Áed Find, en 768. Este es la primera noticia de Dál Riata desde alrededor de 741. La entrada no informa el resultado de la batalla.
Simeón de Durham informa que Alhred de Northumbria huyó a la corte de Ciniod cuando fue depuesto en 774.
La muerte de Ciniod, como "Cinadhon, rey de los pictos", aparece en varias fuentes independientes en 775.
Si bien no se conocen hijos de Ciniod, los Anales de Ulster informan sobre la muerte de "Eithne ingen Cinadhon", que podría ser su hija, en 778.